# Fotogramas de Plata 1957
El lliurament del 8è Premi Fotogramas de Plata (coneguts oficialment com a Placa San Juan Bosco), corresponent a l'any 1957 lliurat per la revista espanyola especialitzada en cinema Fotogramas al "millor intèrpret de cinema espanyol que hagi demostrat amb propietat un paper de destacats valors morals, fou entregada al guardonat el 27 d'abril de 1958 al Teatre de la Comedia de Madrid coincidint amb la 150a representació de l'obra Buenas noches, Bettina, per Antoni Nadal Rodó, director de la publicació.

## Candidatures

### Millor intèrpret de cinema espanyol
| Intèrpret             | Pel·lícula            | Resultat  |
| --------------------- | --------------------- | --------- |
| Albert Closas i Lluró | Un tesoro en el cielo | Guanyador |